# Humffray River
Der Humffray River ist ein Fluss im östlichen Gippsland im australischen Bundesstaat Victoria.
Er entsteht unterhalb des Mount Selwyn am Zusammenfluss von Humffray River East Branch und der Humffray River West Branch in einer Höhe von 564 m. Der Humffray River East Branch ist 9,8 km lang und entspringt bei der Siedlung South Selwyn auf einer Höhe von 852 m. Der etwa 11,6 km lange Humffray River West Branch entspringt auf einer Höhe von 1070 m.
Der Humffray River fließt nach Süden und mündet nach 13,5 km in den Wonnangatta River.
Auf seinem Weg nimmt er den von Norden kommenden Riley Creek auf.
Der Humffray River und seine Quell- und Nebenflüsse liegen in größtenteils unbewohntem Bergland der Great Dividing Range.